# Куйлаков, Иван Николаевич
Иван Николаевич Куйлаков (род. 22 февраля 1986) — российский борец, Заслуженный мастер спорта России (греко-римская борьба), призёр чемпионатов Европы и мира, победитель летней Универсиады 2013 года в Казани.

## Спортивная карьера
Выступает за Новосибирскую и Тверскую области.
Чемпион России (2013). На чемпионатах России четыре раза (2007, 2010, 2011, 2012) завоёвывал бронзу. Обладатель Кубка Ивана Поддубного (2009, 2011, 2014). Обладатель Кубка мира (2009, 2013)
. Серебряный призёр Кубка мира (2011). Победитель Универсиады в Казани (2013).